# 小行星4059
小行星4059（4059 Balder）是一颗绕太阳运转的小行星，为主小行星带小行星。该小行星于1987年9月29日发现。
該小行星以北歐神話的光明之神巴德爾命名。

## 轨道参数
小行星4059的轨道半长轴为3.0188832 UA，离心率为0.074。
| 前一小行星： 小行星4058 | 小行星列表 | 後一小行星： 小行星4060 |